# 첸츄
첸츄(チェン・チュー, 1986년 11월 6일 ~ )는 일본의 여성 아이돌 그룹 SDN48의 전 멤버이다. 중국 랴오닝성 출신. 호리프로 소속.

## 참가 유닛곡
싱글 CD 참가곡
1. GAGAGA
2. 고독의 러너(孤独なランナー)
3. 천국의 도어는 3번째의 벨로 열린다(天国のドアは3回目のベルで開く) - 언더걸즈 A 명의
4. 조르는 샴페인(おねだりシャンパン) - 언더걸즈 A 명의
5. 감자탕 모정(カムジャタン慕情) - 언더걸즈 A 명의
6. 쿠리쿠리(クリクリ) - 언더걸즈 A 명의
7. 끝나지 않는 앵콜(終わらないアンコール)

SDN48 1st Stage 「유혹의 카터(誘惑のガーター)」공연
1. Saturday night party
2. 올인(オールイン)